# Autoestrada A32 (Itália)
A Autoestrada A32 (também conhecida como Autostrada del Frejus) é uma autoestrada no norte da Itália que conecta Turim ao Túnel rodoviário do Fréjus em Bardonecchia. Com 72 km, possui grande importância logística, por ser uma via de conexão com a França. Sua gestão é feita pela SATAF (Società Italiana per il Traforo Autostradale del Frejus). Pertence à rede de estradas europeias, fazendo parte do traçado da E70.

## Percurso
| TORINO - FREJUS Autostrada del Frejus |                                                       |      |      |           |                  |
| Tipo                                  | Saída                                                 | ↓km↓ | ↑km↑ | Província | Estrada europeia |
|                                       | tangenziale Nord di Torino                            | -    | -    | TO        |                  |
|                                       | Rivoli - Rosta Zona industriale                       | 0    | 73   | TO        |                  |
|                                       | Avigliana Est                                         | 7    | 66   | TO        |                  |
|                                       | Avigliana Ovest - Almese                              | 9    | 64   | TO        |                  |
|                                       | Barriera Avigliana                                    |      |      | TO        |                  |
|                                       | Borgone                                               | 24   | 43   | TO        |                  |
|                                       | Chianocco                                             | 28   | 45   | TO        |                  |
|                                       | Susa                                                  | 35   | 38   | TO        |                  |
|                                       | Susa Est Autoporto                                    | 36   | 37   | TO        |                  |
|                                       | Susa Ovest del Moncenisio - Venaus                    | 40   | 33   | TO        |                  |
|                                       | Area Servizio "Gran Bosco Salbertrand"                | 54   | 19   | TO        |                  |
|                                       | Barriera Salbertrand                                  | 57   | 16   | TO        |                  |
|                                       | Oulx Est                                              | 59   | 14   | TO        |                  |
|                                       | Oulx Ovest                                            | 61,5 | 11,5 | TO        |                  |
|                                       | Circonvallazione di Oulx del Monginevro               |      |      | TO        |                  |
|                                       | Savoulx di Bardonecchia                               | 65   | 8    | TO        |                  |
|                                       | Bardonecchia di Bardonecchia                          | 72   | 1    | TO        |                  |
|                                       | Area Servizio "Frejus"                                | 73   | 0    | TO        |                  |
|                                       | Traforo stradale del Frejus                           | -    | -    | TO        |                  |
|                                       | autostrada della Maurienne Confine di Stato - Francia | -    | -    | -         |                  |